# Ивановка (Октябрьский район, Оренбургская область)
Ивановка — село в Октябрьском районе Оренбургской области России. Входит в состав Уранбашского сельсовета.

## География
Село находится на севере центральной части Оренбургской области, в степной зоне, на левом берегу реки Янгиз, на расстоянии примерно 31 километра (по прямой) к юго-западу от села Октябрьского, административного центра района. Абсолютная высота — 235 метров над уровнем моря.
Климат
Климат характеризуется как резко континентальный с продолжительной морозной зимой и относительно коротким жарким сухим летом. Среднегодовая температура составляет 3 °C. Средняя температура воздуха самого тёплого месяца (июля) — 26,9 °C (абсолютный максимум — 42 °C); самого холодного (января) — −13,3 °C (абсолютный минимум — −43 °C). Среднегодовое количество атмосферных осадков не превышает 350—400 мм.
Часовой пояс
Село Ивановка, как и вся Оренбургская область, находится в часовой зоне МСК+2. Смещение применяемого времени относительно UTC составляет +5:00.

## Население
| 2010 |
| ---- |
| 32   |

Половой состав
По данным Всероссийской переписи населения 2010 года в половой структуре населения мужчины составляли 46,9 %, женщины — соответственно 53,1 %.
Национальный состав
Согласно результатам переписи 2002 года, в национальной структуре населения казахи составляли 56 % из 88 чел., русские — 28 %.